# Rainmaker
Rainmaker е 37-ият сингъл на британската хевиметъл група Айрън Мейдън и втори от албума им „Dance of Death“. В по-голямата си част песента е написана от китариста на групата Дейв Мъри. Концепцията е замислена от вокала Брус Дикинсън, който веднъж казва в студиото, че началният риф го кара да си мисли за дъжд. Песента няма връзка с едноименния роман на Джон Гришам от 1995 г. Китарното соло се изпълнява от Дейв Мъри. Обложката е взета от видеото, режисирано от Хауърд Грийнхал. Сингълът съдържа и двоен плакат.

### CD
1. „Rainmaker“ – 3:48 (Дейв Мъри, Стив Харис, Брус Дикинсън)
2. „Dance of Death“ (орекстрирана версия) – 8:36 (Яник Герс, Харис)
3. „More Tea Vicar“ – 4:40

### DVD
1. „Rainmaker“ (видео) – 3:48 (Мъри, Харис, Дикинсън)
2. „The Wicker Man“ (на живо) (Мъри, Ейдриън Смит, Дикинсън)
3. „Children Of The Damned“ (на живо) (Харис)
4. „Rainmaker Video – The Making Of“

### 7-инчова плоча
1. Rainmaker
2. Dance of Death (орекестрирана версия)

## Състав
- Брус Дикинсън – вокал
- Дейв Мъри – китара
- Яник Герс – китара
- Ейдриън Смит – китара, беквокали
- Стив Харис – бас, беквокали
- Нико Макбрейн – барабани

|  | Тази страница частично или изцяло представлява превод на страницата Rainmaker (song) в Уикипедия на английски. Оригиналният текст, както и този превод, са защитени от Лиценза „Криейтив Комънс – Признание – Споделяне на споделеното“, а за съдържание, създадено преди юни 2009 година – от Лиценза за свободна документация на ГНУ. Прегледайте историята на редакциите на оригиналната страница, както и на преводната страница, за да видите списъка на съавторите. ВАЖНО: Този шаблон се отнася единствено до авторските права върху съдържанието на статията. Добавянето му не отменя изискването да се посочват конкретни източници на твърденията, които да бъдат благонадеждни. |